# پوترویل (میشیگان)
پوترویل، میشیگان (به انگلیسی: Potterville, Michigan) یک شهر در ایالات متحده آمریکا با جمعیت ۲٬۶۱۷ نفر است که در میشیگان واقع شده‌است.

## موقعیت جغرافیایی
موقعیت جغرافیایی شهرها و مناطق اطراف به شرح زیر است: